# Wereldkampioenschap schaatsen allround vrouwen 1985
Het zesenveertigste Wereldkampioenschap schaatsen allround voor vrouwen werd op 9 en 10 februari 1985 verreden op de Zetra Ice Rink van Sarajevo, Joegoslavië. Het was het eerste WK Allround dat in Joegoslavië plaatsvond.
Eenendertig schaatssters uit vijftien landen, Joegoslavië (1), dat voor het eerst meedeed, de DDR (4), Nederland (4), de Sovjet-Unie (4), de Verenigde Staten (4), Canada (2), Finland (2), Japan (2), Zweden (2), Frankrijk (1), Noord-Korea (1), Noorwegen (1), en Polen (1), West-Duitsland (1) en Zuid-Korea (1), namen eraan deel. Veertien rijdsters debuteerden deze editie.
Voor het tweede opeenvolgende jaar waren de plaatsen 1-2-3 voor Oost-Duitsland, en het was voor de 20e keer dat drie landgenotes gezamenlijk bij de huldiging op het erepodium stonden. Andrea Schöne-Mitscherlich werd voor de tweede maal wereldkampioene. Ze was de vijfde vrouw die de titel veroverde met vier afstandszeges. Gabi Schönbrunn eindigde op de tweede plaats en Sabine Brehm werd derde.
De Nederlandse afvaardiging bestond dit jaar uit vier vrouwen, Alie Boorsma, Thea Limbach, Yvonne van Gennip en Marieke Stam. Yvonne van Gennip veroverde op de 5000m de bronzen medaille.
Het kampioenschap werd over de grote vierkamp, respectievelijk de 500m, 3000m, 1500m en 5000m, verreden.

## Afstandsmedailles
| Afstand | Goud ·                     | Zilver ·        | Brons ·                      |
| ------- | -------------------------- | --------------- | ---------------------------- |
| 500m    | Andrea Schöne-Mitscherlich | Irina Fatejeva  | Bonnie Blair Seiko Hashimoto |
| 3000m   | Andrea Schöne-Mitscherlich | Gabi Schönbrunn | Heike Schalling              |
| 1500m   | Andrea Schöne-Mitscherlich | Sabine Brehm    | Gabi Schönbrunn              |
| 5000m   | Andrea Schöne-Mitscherlich | Gabi Schönbrunn | Yvonne van Gennip            |

## Klassement
| Rang   | Schaatsster                   | Land                           | Punten  | 500m        | 3000m        | 1500m        | 5000m        |
| ------ | ----------------------------- | ------------------------------ | ------- | ----------- | ------------ | ------------ | ------------ |
| Goud   | Andrea Schöne-Mitscherlich    | Duitse Democratische Republiek | 173,853 | 41,0 (1)    | 4.34,49 (1)  | 2.05,47 (1)  | 7.32,82 (1)  |
| Zilver | Gabi Schönbrunn               | Duitse Democratische Republiek | 176,798 | 42,2 (9)    | 4.37,27 (2)  | 2.08,10 (3)  | 7.36,87 (2)  |
| Brons  | Sabine Brehm                  | Duitse Democratische Republiek | 177,122 | 41,7 (5)    | 4.41,96 (5)  | 2.06,15 (2)  | 7.43,79 (4)  |
| 4      | Yvonne van Gennip             | Nederland                      | 178,067 | 42,5 (10)   | 4.39,12 (4)  | 2.09,48 (5)  | 7.38,87 (3)  |
| 5      | Olga Plesjkova                | Sovjet-Unie                    | 179,588 | 42,8 (12)   | 4.44,12 (6)  | 2.08,46 (4)  | 7.46,15 (5)  |
| 6      | Heike Schalling               | Duitse Democratische Republiek | 179,963 | 43,7 (21)   | 4.37,86 (3)  | 2.09,49 (6)  | 7.47,90 (6)  |
| 7      | Seiko Hashimoto               | Japan                          | 180,134 | 41,4 (3)    | 4.49,09 (7)  | 2.09,64 (7)  | 7.53,40 (7)  |
| 8      | Irina Fatejeva                | Sovjet-Unie                    | 181,359 | 41,3 (2)    | 4.53,86 (13) | 2.09,68 (8)  | 8.58,57 (10) |
| 9      | Marieke Stam                  | Nederland                      | 182,426 | 43,0 (15)   | 4.49,18 (8)  | 2.11,48 (11) | 7.54,04 (8)  |
| 10     | Annette Carlén-Karlsson       | Zweden                         | 182,821 | 42,9 (13)   | 4.52,31 (12) | 2.10,64 (9)  | 7.56,57 (9)  |
| 11     | Park Gum-Hyon                 | Noord-Korea                    | 183,250 | 42,1 (8)    | 4.51,56 (11) | 2.11,16 (10) | 8.08,37 (14) |
| 12     | Thea Limbach                  | Nederland                      | 184,129 | 43,2 (17)   | 4.53,87 (14) | 2.11,95 (12) | 7.59,68 (11) |
| 13     | Angelika Haßmann              | Duitsland                      | 186,262 | 44,4 (24)   | 4.50,54 (9)  | 2.15,46 (20) | 8.02,86 (12) |
| 14     | Marie-FraNCe van Helden-Vives | Frankrijk                      | 188,168 | 43,8 (22)   | 4.54,09 (16) | 2.15,83 (23) | 8.20,77 (16) |
| 15     | Jasmine Krohn                 | Zweden                         | 189,415 | 44,7 (26)   | 4.53,96 (15) | 2.17,00 (26) | 8.20,56 (15) |
| 16     | Irina Bogatova                | Sovjet-Unie                    | 195,938 | 54,7 * (31) | 4.51,07 (10) | 2.12,85 (16) | 8.04,44 (13) |
| NC17   | Alie Boorsma                  | Nederland                      | 135,158 | 42,0 (7)    | 4.54,17 (17) | 2.12,39 (14) | -            |
| NC18   | Bonnie Blair                  | Verenigde Staten               | 135,189 | 41,4 (3)    | 4.54,20 (18) | 2.14,27 (18) | -            |
| NC19   | Natalie Grenier               | Canada                         | 136,671 | 43,3 (18)   | 4.55,69 (20) | 2.12,27 (13) | -            |
| NC20   | Miyuki Gonoi                  | Japan                          | 138,419 | 42,9 (13)   | 5.02,02 (24) | 2.15,55 (21) | -            |
| NC21   | Lee Kyung-Ja                  | Zuid-Korea                     | 138,498 | 44,1 (23)   | 4.54,57 (19) | 2.15,91 (25) | -            |
| NC22   | Nathalie Lambert              | Canada                         | 138,661 | 43,4 (19)   | 5.06,29 (26) | 2.12,64 (15) | -            |
| NC23   | Jane Goldman                  | Verenigde Staten               | 138,747 | 43,5 (20)   | 4.59,83 (23) | 2.15,83 (23) | -            |
| NC24   | Edel Therese Høiseth          | Noorwegen                      | 139,198 | 41,9 (6)    | 5.12,21 (28) | 2.15,79 (22) | -            |
| NC25   | Lilianna Jezierska-Morawiec   | Polen                          | 139,303 | 42,5 (10)   | 5.13,76 (30) | 2.13,53 (17) | -            |
| NC26   | Aila Tartia                   | Finland                        | 139,979 | 43,1 (16)   | 5.11,42 (27) | 2.14,93 (19) | -            |
| NC27   | Larisa Kharlamova             | Sovjet-Unie                    | 140,477 | 44,9 (27)   | 4.58,81 (21) | 2.17,33 (27) | -            |
| NC28   | Kelly Mullen                  | Verenigde Staten               | 141,698 | 44,9 (27)   | 4.59,57 (22) | 2.20,61 (29) | -            |
| NC29   | Taina Salmia                  | Finland                        | 141,972 | 44,9 (27)   | 5.03,52 (25) | 2.19,46 (28) | -            |
| NC30   | Moira d'Andrea                | Verenigde Staten               | 144,225 | 44,6 (25)   | 5.12,45 (29) | 2.22,65 (30) | -            |
| NC31   | Bibija Kerla                  | Joegoslavië                    | 157,691 | 49,3 (30)   | 5.40,31 (31) | 2.35,02 (31) | -            |

* = met val
NC = niet gekwalificeerd
NF = niet gefinisht
NS = niet gestart
DQ = gediskwalificeerd
Vet gezet = kampioenschapsrecord